# 橋本輝彦
橋本輝彦（はしもと てるひこ、1944年2月1日- ）は、日本の経営学者、立命館大学名誉教授。
神奈川県横浜市生まれ。1966年東北大学経済学部卒、74年同大学院日本産業論博士課程修了、「アメリカ自動車工業発展の構造と傾向」で経済学博士。1973年東北大学経済学部助手、立命館大学経営学部助教授、教授、産業社会学部教授を務める。2008年退任し、名誉教授となる。

## 著書
- 『国際化のなかの自動車産業』青木書店 1986
- 『アメリカ経営史と企業革新』創風社 1997
- 『現代日本の経営 その歴史的考察』文理閣 1997
- 『チャンドラー経営史の軌跡 組織能力ベースの現代企業史』ミネルヴァ書房 Minerva現代経営学叢書 2007

### 共編著
- 『組織能力と企業経営 戦略・技術・組織へのアプローチ』岩谷昌樹共編著 晃洋書房 2008

### 翻訳
- ジョン・スコット, キャサリン・グリフ『大企業体制の支配構造 イギリス金融資本と取締役兼任』仲田正機共監訳 法律文化社 1987

## 論文
- ＜橋本輝彦